# Parada de Los Olivares
Los Olivares es una parada de la Línea 1 del Tranvía de Jaén situada al norte de la ciudad, junto al Polígono Industrial Los Olivares.

## Accesos
Los Olivares: Carretera de Madrid, s/n.

## Líneas y correspondencias
| << cabecera          | < parada         | Línea | parada >      | cabecera >>   |
| -------------------- | ---------------- | ----- | ------------- | ------------- |
| Paseo de la Estación | Ciudad Sanitaria |       | Vaciacostales | Vaciacostales |